# Ólavur Hátún
Ólavur Hátún (født 17. februar 1931 på  Svínoy - 25. juli 2018 i Tórshavn, Færøerne) 
var en færøsk kulturpersonlighed; korleder, musikskoleleder og lærer. 
Han var søn af Hjalmar og Brynhild Hátún og han giftede sig med Ása Jense i 1973.

## Uddannelse
Student fra Tórshavn 1949. Uddannet på lærerskolen i Tórshavn 1952. Lærer i Haldórsvík í 1953-54; lærer i Toftir 1954. 
I december 1956 uddannet fra Statens Gymnastikskole i Oslo, samt enkeltfagsstuderende i sang fra Musikkonservatoriet i Oslo. 
Ansat som underviser på det færøske lærerseminarium fra 1966. Senere initiativtager til og leder af Tórshavn Musikskole, frem til sin pension.

## Musikalsk virke
Oprettede radiokoret, som senere blev til Havnarkoret i 1966. 
Initiativtager til en lang række klassiske koncerter på Færøerne sammen med bl.a. symfoniorkestret.

## Priser
- 1997 M.A. Jacobsens kulturpris.
- 2003 Færøernes hæderspris.
- 2015 FMA Faroese Music Awards hæderspris[3]